# 昂夫勒维尔拉米瓦
昂夫勒维尔拉米瓦（法語：Amfreville-la-Mi-Voie，法語發音：[ɑ̃fʁəvil la mi vwa]）是法国滨海塞纳省的一个市镇，属于鲁昂区。

## 地理
昂夫勒维尔拉米瓦（49°24'7"N, 1°7'48"E）面积3.89 平方千米，位于法国诺曼底大区滨海塞纳省，该省份为法国北部沿海省份，其西部及北部濒大西洋英吉利海峡，东起顺时针与索姆省、瓦兹省、厄尔省和卡爾瓦多斯省接壤。
与昂夫勒维尔拉米瓦接壤的市镇（或旧市镇、城区）包括：邦瑟库尔、贝尔伯夫、勒梅尼勒埃纳尔、圣艾蒂安迪鲁夫赖、索特维尔莱鲁昂。

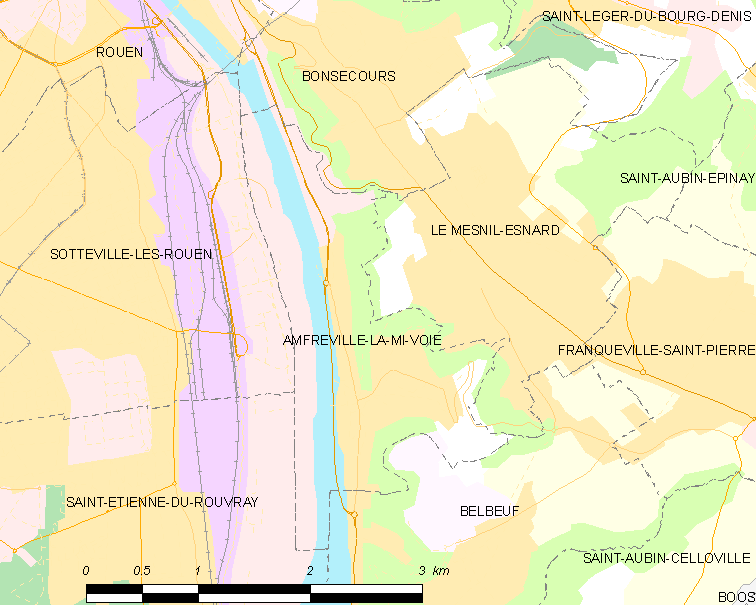
昂夫勒维尔拉米瓦的OSM定位图

昂夫勒维尔拉米瓦的时区为UTC+01:00、UTC+02:00（夏令时）。

## 行政
昂夫勒维尔拉米瓦的邮政编码为76920，INSEE市镇编码为76005。

## 政治
昂夫勒维尔拉米瓦所属的省级选区为达尔内塔勒县。

## 人口

1962-2008年间昂夫勒维尔拉米瓦人口变化图示

昂夫勒维尔拉米瓦于2022年1月1日时的人口数量为3280人。